# Studio Gorki
Le Studio Gorki, (Киностудия имени Горького, Kinostudiya Gorkogo) ou en forme longue Studio central Gorki de cinéma pour enfants et jeunes est une société de production et de distribution de films établie à Moscou (Russie) fondée en 1915. 

## Historique

### Les débuts, laRouss(1915-1924)
En 1915, Mikhaïl Semionovitch Trofimov, commerçant vieux-croyant de Kostroma, et un ingénieur, Moïsseï Aleïnikov, fondent une unité de production de films, la Rouss (ru) (en russe : Торговый дом Русь'). En 1916, les studios sont transférés à Moscou et s'établissent rue Boutyrskaïa (ru). Les studios Rouss, qui employaient de nombreux acteurs du théâtre d'art de Moscou de Stanislavski, se sont spécialisés dans les adaptations cinématographiques de classiques russes comme la nouvelle Polikouchka de Tolstoï en 1919 où Ivan Moskvine a tenu son premier rôle au cinéma. Le réalisateur Ladislas Starewitch a travaillé aux studios, ainsi que Nikolaï Malikov, Alexandre Chargonine, Youri Jeliaboujski, Alexandre Sanine et tant d'autres.
Entre 1918 et 1920, la production de films est transférée aux locaux de l'entreprise d'Odessa et de Yalta. En 1920, après la défaite de Wrangel en Crimée, Trofimov émigre également.

### Mejrabpom-Rous(1924-1928)
Mikhaïl Trofimov revient en Union soviétique en 1924, à l'époque de la NEP et, grâce au financement de l'organisme de solidarité Mejrabpom, transforme son entreprise en société par actions qu'il rebaptise Mejrabpom-Rous (Межрабпом-Русь). Les écrivains Ossip Brik et Victor Chklovski sont responsables du département des scénarios.
Mejrabpom-Rous rencontre vite une opposition virulente, notamment de la part de l'Association des artistes de la Russie révolutionnaire (AKRR) qui l'accuse d'être une annexe du LEF (Front gauche des Arts).
Le premier film soviétique de science-fiction, Aelita est tourné en 1924 aux studios Mejrabpom-Rous.
C'est chez Mejrabpomfilm que P. Tager a mis au point le tagephone, un des premiers procédés de sonorisation de films.
Les studios seront nationalisés par après[Quand ?].

#### Le Mejrabpom
Le nom "Mejrabpom" (Межрабпом), est un acronyme de Международная рабочая помощь (en français : Secours ouvrier international) qui est un organisme de solidarité fondé à Berlin en 1921, en vue de venir en aide aux populations soviétiques victimes de la famine de 1921.

### Mejrabpomfilm(1928-1936)
Quatre ans plus tard, le 30 avril 1928, le studio est rebaptisé Mejrabpomfilm (en russe : Межрабпомфильм) à la suite de l'entrée dans le comité de direction de la société de production allemande Prometheus Film. Les dirigeants du studio sont Moïsseï Aleïnikov, un producteur soviétique, et Willi Münzenberg, l'un des fondateurs du Parti communiste d'Allemagne (Kommunistische Partei Deutschlands - KPD). Le siège est établi à Berlin et les studios situés à Moscou. Après avoir produit quelque 600 films, les régimes hitlérien et stalinien mirent fin à l'existence des studios en 1933 en Allemagne et en 1936 en Union soviétique.".

#### Production
Mejrabpomfilm s'enorgueillit d'avoir produit en 1931 le premier film sonore soviétique, Ticket pour la vie, et, cinq ans après, le premier film en couleurs soviétique, Grounya Kournakova.
Le studio Mejrabpomfilm a produit des films notables comme Tempête sur l'Asie (1928), Le Chemin de la vie (1931), Trois chants sur Lénine (1934) et bien d'autres.

### Soyouzdetfilm(1936-1948)
Nouveau changement de nom en 1936, les studios s'appellent dorénavant Soyouzdetfilm (en russe : Союздетфильм), et est le premier studio de cinéma au monde spécialisé dans la production de films pour enfants.
Au cours de la Seconde Guerre mondiale, les studios sont évacués à Douchanbé, au Tadjikistan et fusionnent avec Tadjikfilm.

### Studio Gorki(1948-1991)
De retour à Moscou en 1948, les studios prennent le nom de l'écrivain Maxime Gorki, un des fondateurs du réalisme socialiste soviétique en littérature : Studio Gorki. Entre 1963 et 2004, le nom officiel et complet sera Studio central de cinéma Maxime Gorki de films pour les enfants et la jeunesse (en russe : Центральная киностудия детских и юношеских фильмов им. М. Горького).
Depuis le début des années 1950, le Studio Gorki s'est investi dans le doublage de films étrangers. Le magazine télévisuel humoristique pour enfants Yeralach y est filmé depuis 1975.
Jusqu'à la chute de l'Union soviétique, les studios Gorki avaient également une division à Yalta.

### Époque post-soviétique (après 1991)
Le studio a survécu à la dissolution de l'URSS, survenue en 1991, et est actuellement une entreprise privée.

## Production cinématographique
Pendant toute l'époque soviétique, le Studio Gorki a produit plus de 1 000 films, dont beaucoup sont devenus des classiques du cinéma et nombre d'entre eux se sont vu attribuer des prix dans divers festivals internationaux.

### Films notables
- 1924 : Aelita
- 1926 : La Mère
- 1927 : La Fin de Saint-Pétersbourg
- 1928 : Tempête sur l'Asie
- 1931 : Le Chemin de la vie
- 1934 : Trois Chants sur Lénine
- 1935 : Mort d'une sensation
- 1944 : Il était une petite fille
- 1967 : La Commissaire